# Справа Бачковські та інші проти Польщі
Справа Бачковські та інші проти Польщі (Bączkowski and Others v Poland) розглядалася Європейським судом з прав людини, який одноголосно ухвалив, що заборона на проведення параду ЛГБТ у Варшаві, відомого як Parada Równości (парад рівності) у 2005 році, є порушенням статей 11, 13 та 14 Європейської конвенції про права людини.

## Передісторія
У 2005 році мер Варшави Лех Качинський (згодом президент Польщі) відмовив у проведенні гей-прайду в місті, мотивуючи рішення тим, що організатори не представили план організації дорожнього руху, що парад просуватиме «гомосексуальний спосіб життя» у Варшаві, і що він проти «пропаганди гей-орієнтації». Всупереч забороні, 11 червня 2005 р. вийшло близько 2500 осіб.
За день до параду, 10 червня 2005 р., організатори звернулися до губернатора Мазовського воєводства, стверджуючи, що рішення Мера порушило їхнє право на мирні збори. Губернатор вирішив, що вимога щодо плану організації дорожнього руху була незаконною і що парад був незаконно обмежений. Попри це, подальший розгляд було припинено, оскільки парад відбувся 11 червня 2005 року.
16 грудня 2005 року організатори параду на чолі з Томашем Бачковським розпочали судову справу проти Республіки Польща в Європейському суді з прав людини, стверджуючи, що їхнє право на мирні збори було порушено і що з ними зверталися дискримінаційним чином, враховуючи, що інші марші були дозволені до проведення 11 червня. ЄСПЛ ухвалив справу до розгляду 5 грудня 2006 р.

## Рішення
Європейський суд з прав людини ухвалив, що, всупереч тому, що марш все ж таки відбувся, той факт, що він був заборонений владою міста, є порушенням свободи зборів відповідно до статті 11 Європейської конвенції про права людини. Крім того, рішення підтвердило, що:
|  | Позитивне зобов'язання держави щодо забезпечення справжньої та ефективної поваги до свободи асоціацій та зборів має особливе значення для осіб з непопулярними поглядами або осіб, які належать до меншості, оскільки вони є більш вразливими для віктимізації. |

Суд також заявив, що Польща порушила статтю 14 Конвенції, оскільки інші паради, які відбулися того ж дня, не підпадали під ті самі умови, що й марш за права ЛГБТ та були дозволені до проведення.
Крім того, суд ухвалив, що стаття 13 Конвенції, що стосується права на ефективний засіб правового захисту, була порушена, оскільки організатори не мали у своєму розпорядженні жодної правової процедури, яка б дозволила їм оскаржити рішення до дати проведення маршу.

## Реакції
Правозахисні групи ЛГБТ вітали це рішення як знакове рішення щодо прав ЛГБТ на свободу зборів. За словами Роберта Бедроня, лідера Кампанії проти гомофобії, польської організації із захисту прав ЛГБТ, рішення є «дуже важливим кроком до рівності геїв та лесбійок у Польщі, а також у деяких інших країнах Центральної та Східної Європи».
Майкл Кешман, голова Інтергрупи Європейського парламенту з прав геїв і лесбійок, заявив:
|  | Я дуже задоволений цим рішенням. Воно є підтвердженням того, що ми говорили про дії уряду Польщі проти основних свобод польських ЛГБТ-чоловіків і жінок. |

Сара Ладфорд, депутаткаЄвропарламенту від ліберальної демократичної партії з Великої Британії, заявила, що «це рішення є надзвичайно важливим, оскільки вперше Європейський суд з прав людини виніс конкретне рішення щодо заборони маршів за рівність і гей-прайд». Його роз'яснення про те, що свобода зборів повністю застосовується до цих подій, хоч і цілком очікувано, проте вітається".
Держсекретар Мацей Лопінський заявив, що «президент [Лех Качинський] може вжити подальших дій», а у 2007 році висловлювалися припущення, що президент Польщі може оскаржити вирок (цього не сталося).